# Gidy
Gidy est une commune française située dans le département du Loiret en région Centre-Val de Loire.

## Géographie

### Localisation
La commune de Gidy se trouve dans le quadrant nord-ouest du département du Loiret, dans la région agricole de la Beauce riche et l'aire urbaine d'Orléans. À vol d'oiseau, elle se situe à 10,9 km  d'Orléans, préfecture du département, et à 10,8 km d'Artenay, ancien chef-lieu du canton dont dépendait la commune avant mars 2015. La commune fait partie du bassin de vie d'Orléans.
Les communes les plus proches sont : Cercottes (3,4 km), Boulay-les-Barres (4 km), Bricy (4,1 km), Huêtre (4,3 km), Chevilly (5,2 km), Saran (5,4 km), Ormes (5,4 km), Coinces (7,4 km), Ingré (7,9 km) et Sougy (7,9 km).

### Lieux-dits et écarts
Malvoviers, la Générale, le Cas Rouge, Au bout du Bois, Montaigu.

### Géologie et relief
- qOE : Limons et lœss quaternaires
- m2MSO : Marnes et sables de l'Orléanais (Burdigalien)
- m2MCO : Marnes et calcaires de l'Orléanais (Burdigalien)

Carte géologique de la commune de Gidy.
qOE : Limons et lœss quaternaires
m2MSO : Marnes et sables de l'Orléanais (Burdigalien)
m2MCO : Marnes et calcaires de l'Orléanais (Burdigalien)
(: Gouffre, aven
$ : Carrière à ciel ouvert

La région d’Orléans se situe dans le sud du Bassin parisien, vaste cuvette composée d’un empilement de couches sédimentaires d’origines essentiellement détritiques (issus de l’érosion d’anciennes chaînes de montagnes) et carbonatées (précipitation de carbonate de calcium). Ces dépôts s'étagent du Trias (- 250 millions d’années) au Pliocène (- 23 millions d’années) et se font surtout en contexte marin, mais aussi en milieu lacustre. Les successions de périodes glaciaires et interglaciaires au Quaternaire aboutissent à la configuration géomorphologique actuelle : altération plus ou moins profonde des roches en place, terrasses alluviales anciennes perchées sur les plateaux et incision de la vallée actuelle de la Loire,.
Les calcaires de Beauce, qui constituent le socle du territoire communal, se forment à l'Aquitanien (de - 23 à - 20,5 millions d’années). Leur partie supérieure, les marnes et calcaires de l’Orléanais (m2MCO), affleure en de nombreux endroits de la commune, dont le bourg. Les marnes et sables de l’Orléanais (m2MSO), premiers dépôts burdigaliens (de – 20,44 à – 15,97 millions d'années) recouvrant les calcaires de Beauce, occupent différentes parties de la commune. Ces sables sont essentiellement composés de grains de quartz émoussés, accompagnés de feldspaths kaolinisés et friables, de silex à patine noire et de graviers calcaires particulièrement fréquents à la base de la formation,. Cette formation est elle-même surmontée par des limons et lœss (qOE), datés du Quaternaire, qui affleurent sur une petite poche centrale de la commune.
Fragmentés et fissurés, les calcaires peuvent être le siège de phénomènes karstiques. Les circulations préférentielles d’eaux souterraines érodent ces calcaires en profondeur et entraînent la formation de dépressions, gouffre ou dolines. Les manifestations en surface de ces fragilités ne sont pas rares dans la région orléanaise. 39 cavités ont été inventoriées par le service régional Centre du BRGM sur la commune, en octobre 2003 : six gouffres et des dolines (dépressions circulaires ou elliptiques liée à l'activité karstique).
Le territoire communal est relativement plat puisque la dénivelée maximale est de 11 mètres. L'altitude du territoire varie en effet de 117 mètres à 128 mètres,.

### Climat
Pour des articles plus généraux, voir Climat du Centre-Val de Loire et Climat du Loiret.
En 2010, le climat de la commune est de type climat océanique dégradé des plaines du Centre et du Nord, selon une étude du CNRS s'appuyant sur une série de données couvrant la période 1971-2000. En 2020, Météo-France publie une typologie des climats de la France métropolitaine dans laquelle la commune est exposée à un climat océanique altéré et est dans la région climatique Moyenne vallée de la Loire, caractérisée par une bonne insolation (1 850 h/an) et un été peu pluvieux.
Pour la période 1971-2000, la température annuelle moyenne est de 10,8 °C, avec une amplitude thermique annuelle de 15,1 °C. Le cumul annuel moyen de précipitations est de 668 mm, avec 11,1 jours de précipitations en janvier et 7,3 jours en juillet. Pour la période 1991-2020, la température moyenne annuelle observée sur la station météorologique de Météo-France la plus proche, « Orléans - Bricy », sur la commune de Bricy à 4 km à vol d'oiseau, est de 11,7 °C et le cumul annuel moyen de précipitations est de 635,5 mm,. Pour l'avenir, les paramètres climatiques de la commune estimés pour 2050 selon différents scénarios d'émission de gaz à effet de serre sont consultables sur un site dédié publié par Météo-France en novembre 2022.
| Mois                                  | jan.             | fév.           | mars            | avril           | mai           | juin          | jui.           | août           | sep.            | oct.            | nov.            | déc.             | année      |
| ------------------------------------- | ---------------- | -------------- | --------------- | --------------- | ------------- | ------------- | -------------- | -------------- | --------------- | --------------- | --------------- | ---------------- | ---------- |
| Température minimale moyenne (°C)     | 1,7              | 1,3            | 3,3             | 5,2             | 8,8           | 11,8          | 13,6           | 13,6           | 10,5            | 8,2             | 4,5             | 2,1              | 7          |
| Température moyenne (°C)              | 4,4              | 4,9            | 7,9             | 10,6            | 14,2          | 17,5          | 19,7           | 19,7           | 16,1            | 12,4            | 7,7             | 4,8              | 11,7       |
| Température maximale moyenne (°C)     | 7,1              | 8,5            | 12,6            | 16              | 19,6          | 23,1          | 25,8           | 25,8           | 21,7            | 16,5            | 10,9            | 7,5              | 16,3       |
| Record de froid (°C) date du record   | −19,8 25.01.1940 | −16,4 07.02.12 | −12,9 01.03.05  | −5,4 06.04.21   | −3 07.05.1957 | 0,8 01.06.06  | 3,7 17.07.1938 | 4,2 22.08.1946 | −0,8 20.09.1952 | −4,5 28.10.1950 | −15,3 30.11.10  | −16,5 21.12.1938 | −19,8 1940 |
| Record de chaleur (°C) date du record | 16,6 15.01.1975  | 21,9 27.02.19  | 26,5 25.03.1955 | 29,8 16.04.1949 | 32,7 27.05.05 | 37,9 18.06.22 | 41,3 25.07.19  | 39,9 06.08.03  | 35 08.09.23     | 30,1 01.10.1985 | 21,8 06.11.1955 | 18,6 16.12.1989  | 41,3 2019  |
| Ensoleillement (h)                    | 641              | 909            | 1 461           | 1 858           | 2 147         | 2 201         | 232            | 2 285          | 1 845           | 1 214           | 738             | 609              | 18 226     |
| Précipitations (mm)                   | 48,1             | 44,9           | 44,2            | 47,2            | 63            | 51            | 57,2           | 50,5           | 51,3            | 59,3            | 60,3            | 58,5             | 635,5      |

### Hydrographie

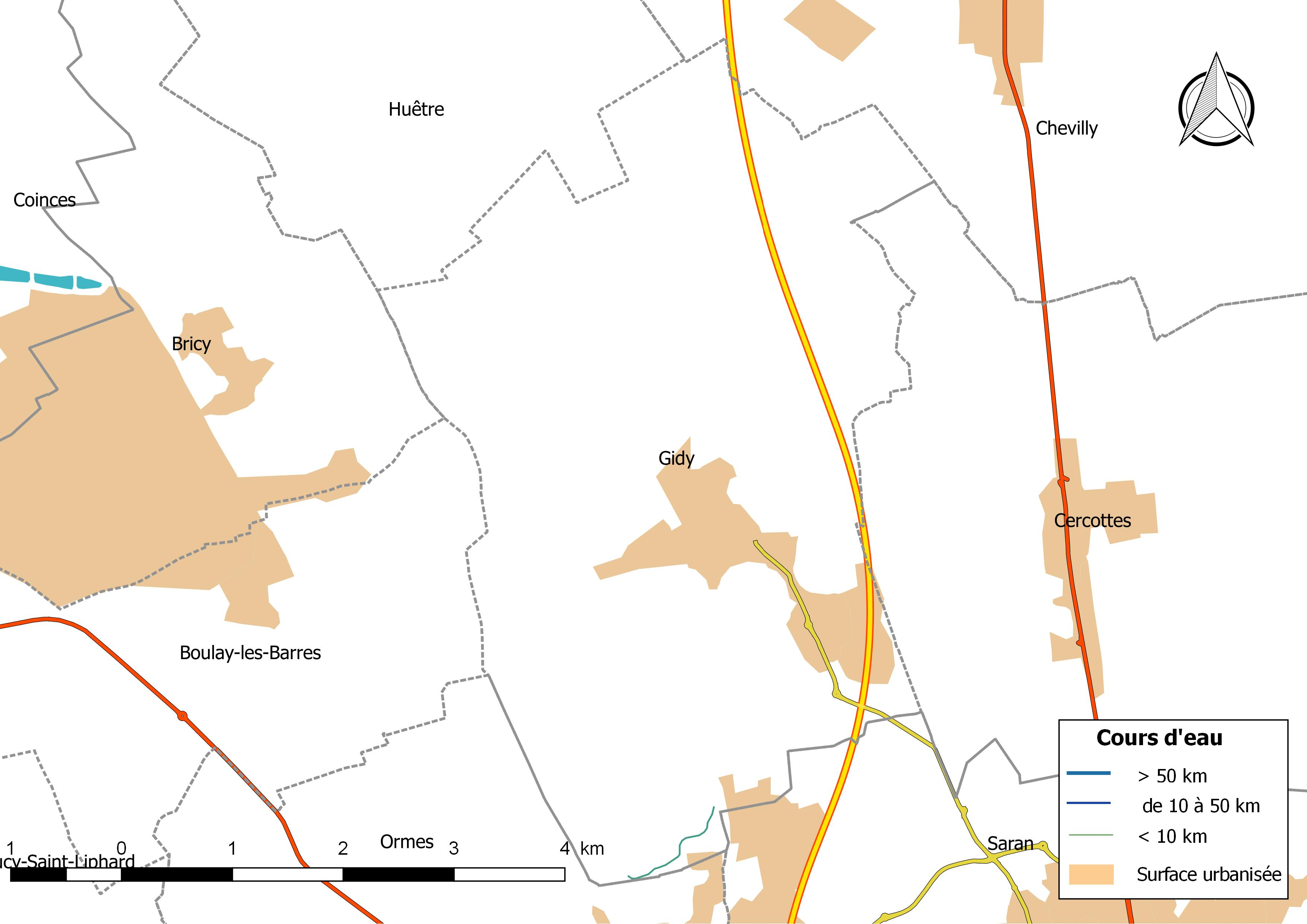
Réseau hydrographique de Gidy.

Le réseau hydrographique communal, d'une longueur totale de 1,13 km, comprend divers petits cours d'eau.

### Milieux naturels et biodiversité
L’inventaire des zones naturelles d'intérêt écologique, faunistique et floristique (ZNIEFF) a pour objectif de réaliser une couverture des zones les plus intéressantes sur le plan écologique, essentiellement dans la perspective d’améliorer la connaissance du patrimoine naturel national et de fournir aux différents décideurs un outil d’aide à la prise en compte de l’environnement dans l’aménagement du territoire. Le territoire communal de Gidy ne comprend pas de ZNIEFF.

## Toponymie
Le toponyme Gidy est dérivé de l'ancienne Gesidiacum ou Villa Gesidii. Le village s'est donc développé à partir du domaine de  Gesidius, un riche propriétaire terrien de l'époque gallo-romaine, le vocable en bas latin Gesidiacus étant issu du gentilice Gesidius, suivi du suffixe acus,. Selon Jacques Soyer, le nom Gaulois d’origine serait Gidius.
Les mentions en attestant sont nombreuses : Gisdi en 1156, Gidiacus en 1167, Gisdiacus en 1171, Gidiacus en 1236, Gidi au XIIIe siècle, Gidy en juin 1399, Gidy en octobre 1485, Gidy en 1740,,, Gidy au XVIIIe siècle sur la Carte de Cassini, ou en 1801, dans l'arrêté du 5 vendémiaire an IX portant réduction des justices de paix du département du Loiret.

## Histoire
De l’époque du Moyen Âge, il ne reste que la découverte d'une Nécropole trouvée sur les terres de Gidy. Le sarcophage se trouve actuellement exposé au musée d'Artenay.
La forme romane "Gisdi" apparait dans la copie d'un acte latin en 1156 établi à Orléans qui confirme la donation de "Paganus de Gisdi" aux templiers, sous l'égide de Louis VII et de son vassal le comte Thibaut. Ces derniers sont les garants de cet acte puisqu'ils sont cosignataires.
L'objet de la transaction est un terrain pour construire un four, ce qui doit permettre à la nouvelle institution de tirer de nouveaux profits, étant donné que le droit de cuire le pain relève d'un droit banal et gratifie l'institution templière locale du rang de seigneurie. Des maisons viennent compléter ce don, l'utilisation peut être personnelle ou bien locative.
Gidiacus vers 1167 vient d'un nom gaulois latinisé Gidius. On trouve Gidiacum mentionné lors d'une donation faite aux habitants par le seigneur Thibault Gaudin, de 300 arpents de bois (150 hectares) au lieu-dit "Bois Meinart" ou "bois des Usages". Privilège et rente exceptionnels qui tout au long des décennies allaient occasionner aux habitants de Gidy de multiples procès et de grandes déceptions.

### Révolution française et Empire

#### Nouvelle organisation territoriale
Le décret de l'Assemblée Nationale du 12 novembre 1789 décrète « il y aura une municipalité dans chaque ville, bourg, paroisse ou communauté de campagne ». En 1790, dans le cadre de la création des départements, le Loiret compte alors 367 municipalités, rattachées à 59 cantons et 7 districts. La municipalité de Gidy est rattachée au canton de Gidy et au district d'Orléans.  Le terme « commune », au sens de l’administration territoriale actuelle, est imposé par le décret de la Convention nationale du 10 brumaire an II (31 octobre 1793) : « La Convention nationale, sur la proposition d’un membre, décrète que toutes les dénominations de ville, bourg ou village sont supprimées et que celle de commune leur est substituée ». Ainsi la municipalité de Gidy devient formellement « commune de Gidy » en 1793.
Les cantons sont supprimés, en tant que découpage administratif, par une loi du 26 juin 1793, et ne conservent qu'un rôle électoral, permettant l’élection des électeurs du second degré chargés de désigner les députés,. La Constitution du 5 fructidor an III, appliquée à partir de vendémiaire an IV (1795) supprime les districts, considérés comme des rouages administratifs liés à la Terreur, mais maintient les cantons qui acquièrent dès lors plus d'importance en retrouvant une fonction administrative. Enfin, sous le Consulat, un redécoupage territorial visant à réduire le nombre de justices de paix ramène le nombre de cantons dans le Loiret de 58 à 31,. Gidy est alors rattachée au canton Ingré et à l'Arrondissement d'Orléans par arrêté du 9 vendémiaire an X (1er octobre 1801),,. En 1806, la commune est rattachée au canton d'Artenay, un canton nouveau formé d'une commune de l'ancien canton d'Ingré, supprimé, de sept communes issues du canton de Neuville et de trois issues du canton de Patay. Cette organisation va rester inchangée jusqu'en 2015.

### Époque contemporaine
Jusqu'au début du XXe siècle, il consistait essentiellement en terres labourables, en bois. Une partie des terres était en vignes, une autre partie en culture de blé.
En 1824, il y avait 125 ha 84 a de vignes (cadastre de 1808). En 1925, 50 ha. En 1941, il n’en restait que 13 ha. Une petite vigne a perduré rue de la mi-voie jusqu’au milieu des années 2000, avant la construction d'un lotissement.
Les moulins du village n'existent plus, le dernier a été démoli par son propriétaire en 1927.
La mairie actuelle a été construite entre 1902 et 1903 ainsi que le groupe scolaire.

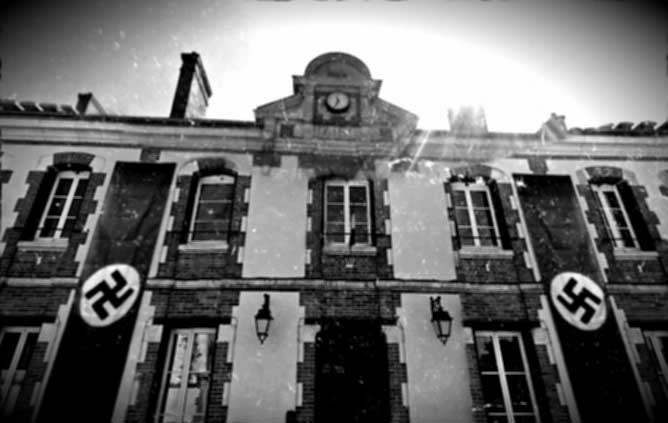
Mairie pendant l'occupation

Existait alors l'école des garçons (bâtiment à droite de la mairie) ainsi qu'une autre école qui se trouvait près de l'église (maison se trouvant au bout du parking actuel). La mairie précédente était devant l'entrée du presbytère sur la place.
Le 8 avril 2010, vers 11 h 40, un avion de chasse Mirage F1 s'écrase au nord de Gidy. Le pilote tentait de rejoindre en catastrophe la base de Bricy, toute proche, un réacteur en feu. Il s'éjecte et son avion se pulvérise dans les champs.

## Urbanisme

### Typologie
Au 1er janvier 2024, Gidy est catégorisée bourg rural, selon la nouvelle grille communale de densité à sept niveaux définie par l'Insee en 2022.
Elle est située hors unité urbaine. Par ailleurs la commune fait partie de l'aire d'attraction d'Orléans, dont elle est une commune de la couronne,. Cette aire, qui regroupe 136 communes, est catégorisée dans les aires de 200 000 à moins de 700 000 habitants,.

### Occupation des sols
L'occupation des sols de la commune, telle qu'elle ressort de la base de données européenne d’occupation biophysique des sols Corine Land Cover (CLC), est marquée par l'importance des territoires agricoles (83,2 % en 2018), en diminution par rapport à 1990 (87,5 %). La répartition détaillée en 2018 est la suivante : 
terres arables (83,2 %), forêts (7,5 %), zones urbanisées (5,8 %), zones industrielles ou commerciales et réseaux de communication (3,6 %).
L'évolution de l’occupation des sols de la commune et de ses infrastructures peut être observée sur les différentes représentations cartographiques du territoire : la carte de Cassini (XVIIIe siècle), la carte d'état-major (1820-1866) et les cartes ou photos aériennes de l'IGN pour la période actuelle (1950 à aujourd'hui).

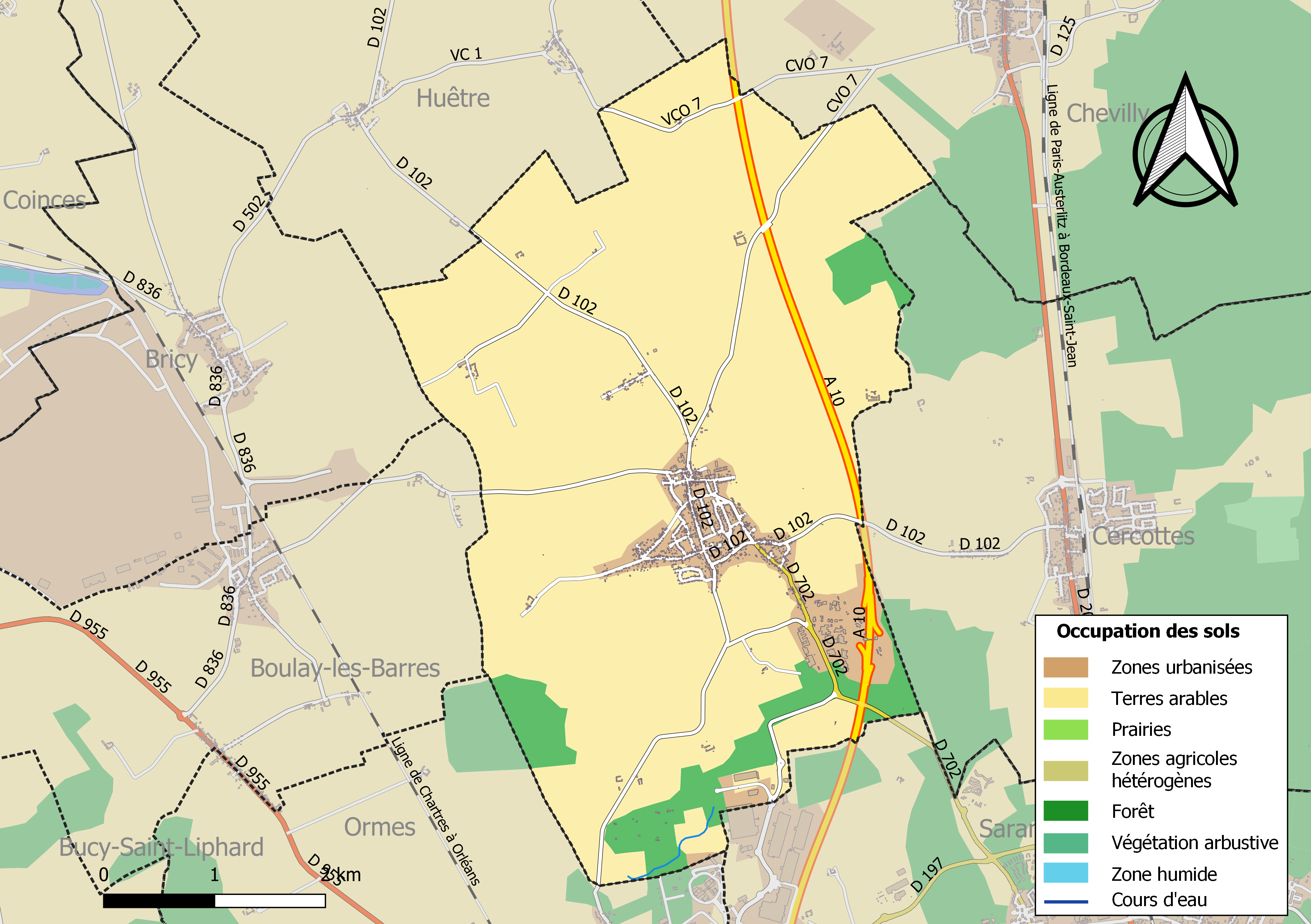
Carte des infrastructures et de l'occupation des sols de la commune en 2018 (CLC).
Carte orthophotographique de la commune en 2016.

### Planification

#### Plan local d'urbanisme
La commune prescrit l'élaboration d'un plan d'occupation des sols en juin 1987 puis en mai 1993. Le document est approuvé en juillet 1996 puis révisé en septembre 1999.
La loi relative à la solidarité et au renouvellement urbains du 13 décembre 2000, dite loi SRU, complétée par la loi urbanisme et habitat du 2 juillet 2003, marque une évolution de la planification urbaine en créant notamment les plans locaux d’urbanisme (PLU), vecteurs de projets de territoire, appelés à se substituer progressivement aux plans d’occupation des sols. Le PLU contient deux éléments nouveaux par rapport au POS : le plan d'aménagement et de développement durable (PADD), qui exprime le projet de la ville par des orientations générales en matière d'urbanisme, de développement, d'équipement et de préservation de l'environnement et les orientations d'aménagement et de programmation (OAP) qui correspondent à des zooms qui peuvent porter sur des quartiers ou secteurs à mettre en valeur, réhabiliter, restructurer ou aménager, ou sur l'aménagement d'un espace public, etc. Dans ce cadre le conseil municipal prescrit la révision du Plan
d’occupation des sols et sa transformation en plan local d'urbanisme le 26 février 2003. Après une enquête publique qui se déroule en mai 2006, le document est approuvé le 20 septembre 2006. Il fait ensuite l'objet d'une révision simplifiée en décembre 2003 puis en novembre 2007,.

#### Documents d'orientations intercommunaux
La commune est membre du Pays Loire Beauce, qui regroupe 38 communes. En 2012 les Pays Forêt d'Orléans Val de Loire, Loire Beauce et Sologne Val-sud sont les seuls territoires du département du Loiret ne disposant pas de schéma de cohérence territoriale (SCoT). Compte tenu  de l'intérêt de cet outil pour l'avenir des territoires, les élus de ces pays décident d'engager une démarche commune d'élaboration de SCoT. Le comité syndical du Pays Loire Beauce se prononce majoritairement en janvier 2013 pour prendre la compétence  « Elaboration, gestion et suivi du Schéma de Cohérence Territoriale » dans ses statuts. Le périmètre de SCoT à l'échelle des 38 communes composant le Pays Loire Beauce est arrêté par le Comité Syndical le 26 juin 2013. Les trois SCoT sont lancés officiellement et simultanément à La Ferté-Saint-Aubin le 21 juin 2014, l'assistance à maîtrise d'ouvrage étant confiée à un seul bureau d'études. Après étude et concertation de 2014 à 2017, le document doit être approuvé en 2018.

### Voies de communication et transports

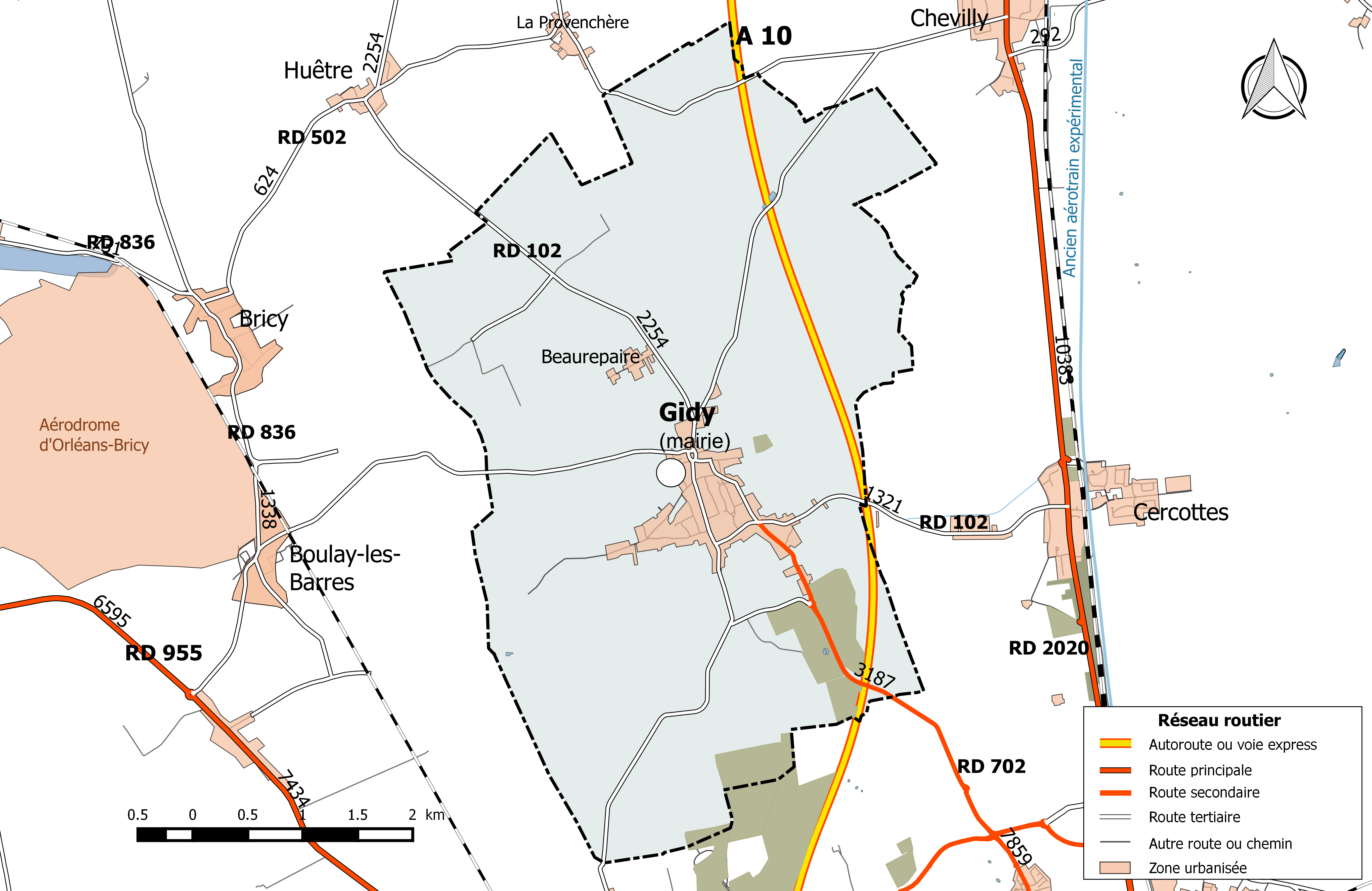
Réseau routier principal de la commune de Gidy (avec indication du trafic routier 2014).

#### Infrastructures routières
La commune est traversée par l'autoroute A10 et deux routes départementales : la RD 102 (22 154 véhicules/jour en 2014 au nord du bourg et 1 321 à l'est), qui relie Cercottes à Rouvray-Sainte-Croix et la RD 702 (3 187 véhicules/jour), qui relie la commune à Orléans. Complétant ces voies, la commune est sillonnée de plusieurs voies communales et chemins ruraux  desservant ses fermes et hameaux et les bourgs environnants.
L'autoroute A10, dite « L'Aquitaine », relie Paris à Bordeaux (au niveau de sa rocade) via Orléans, Tours, Poitiers et Niort. Elle traverse la partie ouest de la commune mais n'a aucun échange avec son territoire.
En novembre 2023, l'échangeur d'Orléans-Gidy n°13.1 a été inauguré. La commune est directement reliée à l'autoroute A10. Le but étant de soulager la sortie Orléans Nord en créant un deuxième accès vers la zone logistique Pôle 45 qui s'étend sur les communes d'Ingré, Saran et Gidy.

#### Transports en commun
En 2016, la commune est desservie par la ligne régulière de transports par autocar 1A du réseau Ulys du Conseil départemental du Loiret qui relie Orgères-en-Beauce - Rouvray-Sainte-Croix - Orléans. Cette ligne propose un nombre de dessertes variable en fonction des jours ouvrables de la semaine. Des correspondances SNCF sont assurées à la gare d'Orléans et TAO et Transbeauce à la Gare routière d'Orléans. À compter du 1er janvier 2017, la compétence des services de transports routiers interurbains, réguliers et à la demande est transférée des départements aux régions, et donc localement du département du Loiret à la région Centre-Val de Loire, consécutivement à la loi NOTRe du 7 août 2015. Dans ce cadre le Réseau de mobilité interurbaine « Rémi » remplace chacun des réseaux départementaux et en particulier le réseau Ulys dans le Loiret et entre en service à compter de la rentrée scolaire du 4 septembre 2017.

### Risques naturels et technologiques
La commune de Gidy est vulnérable à différents aléas naturels : climatiques (hiver exceptionnel ou canicule), mouvements de terrains  (retrait gonflement des argiles aléa moyen à fort) ou sismique (sismicité très faible).
Elle est également exposée à un risque technologique : le risque de transport de matières dangereuses.
Entre 1989 et 2019, neuf arrêtés ministériels ayant porté reconnaissance de catastrophe naturelle ont été pris pour le territoire de la commune : trois pour des inondations et coulées de boues et six pour des mouvements de terrains.

#### Risques naturels
Le territoire de la commune peut être concerné par un risque d'effondrement de cavités souterraines non connues. Une cartographie départementale de l'inventaire des cavités souterraines et des désordres de surface a été réalisée. Il a été recensé sur la commune plusieurs effondrements de cavités.
Par ailleurs, le sol du territoire communal peut faire l'objet de mouvements de terrain liés à la sécheresse. Le phénomène de retrait-gonflement des argiles est la conséquence d'un changement d'humidité des sols argileux. Les argiles sont capables de fixer l'eau disponible mais aussi de la perdre en se rétractant en cas de sécheresse. Ce phénomène peut provoquer des dégâts très importants sur les constructions (fissures, déformations des ouvertures) pouvant rendre inhabitables certains locaux. Celui-ci a particulièrement affecté le Loiret après la canicule de l'été 2003. Une grande partie du territoire de la commune est soumise à un aléa « moyen » face à ce risque et différentes poches dont le bourg en aléa « fort », selon l'échelle définie par le Bureau de recherches géologiques et minières (BRGM).
Depuis le 22 octobre 2010, la France dispose d’un nouveau zonage sismique divisant le territoire national en cinq zones de sismicité croissante. La commune, à l’instar de l’ensemble du département, est concernée par un risque très faible.

#### Risques technologiques
La commune est exposée au risque de transport de matières dangereuses, en raison du passage sur son territoire d'un oléoduc exploité par la société Trapil et d'un itinéraire routier structurant supportant un fort trafic (l'autoroute A10),.

## Politique et administration

### Découpage territorial
La commune de Gidy est membre de la communauté de communes de la Beauce loirétaine, un établissement public de coopération intercommunale (EPCI) à fiscalité propre créé le 26 décembre 2012 dont le siège est à Patay. Ce dernier est par ailleurs membre d'autres groupements intercommunaux qui sont, en 2020 : le Syndicat pour la gestion de la fourrière animale des communes et communautés du Loiret, l'Agence Loiret Numérique, le Syndicat intercommunal de ramassage et de retraitement des ordures ménagères (SMIRTOM) de la région d'Artenay, le PETR Pays Loire Beauce (200075869) et le Syndicat mixte d'aménagement hydraulique (SMAH) du bassin de la Retrêve et de son affluent le ruisseau du Renard.
Sur le plan administratif, elle est rattachée à l'arrondissement d'Orléans, au département du Loiret et à la région Centre-Val de Loire. Sur le plan électoral, elle dépend du  canton de Meung-sur-Loire pour l'élection des conseillers départementaux, depuis le redécoupage cantonal de 2014 entré en vigueur en 2015, et de la deuxième circonscription du Loiret  pour les élections législatives, depuis le dernier découpage électoral de 2010.

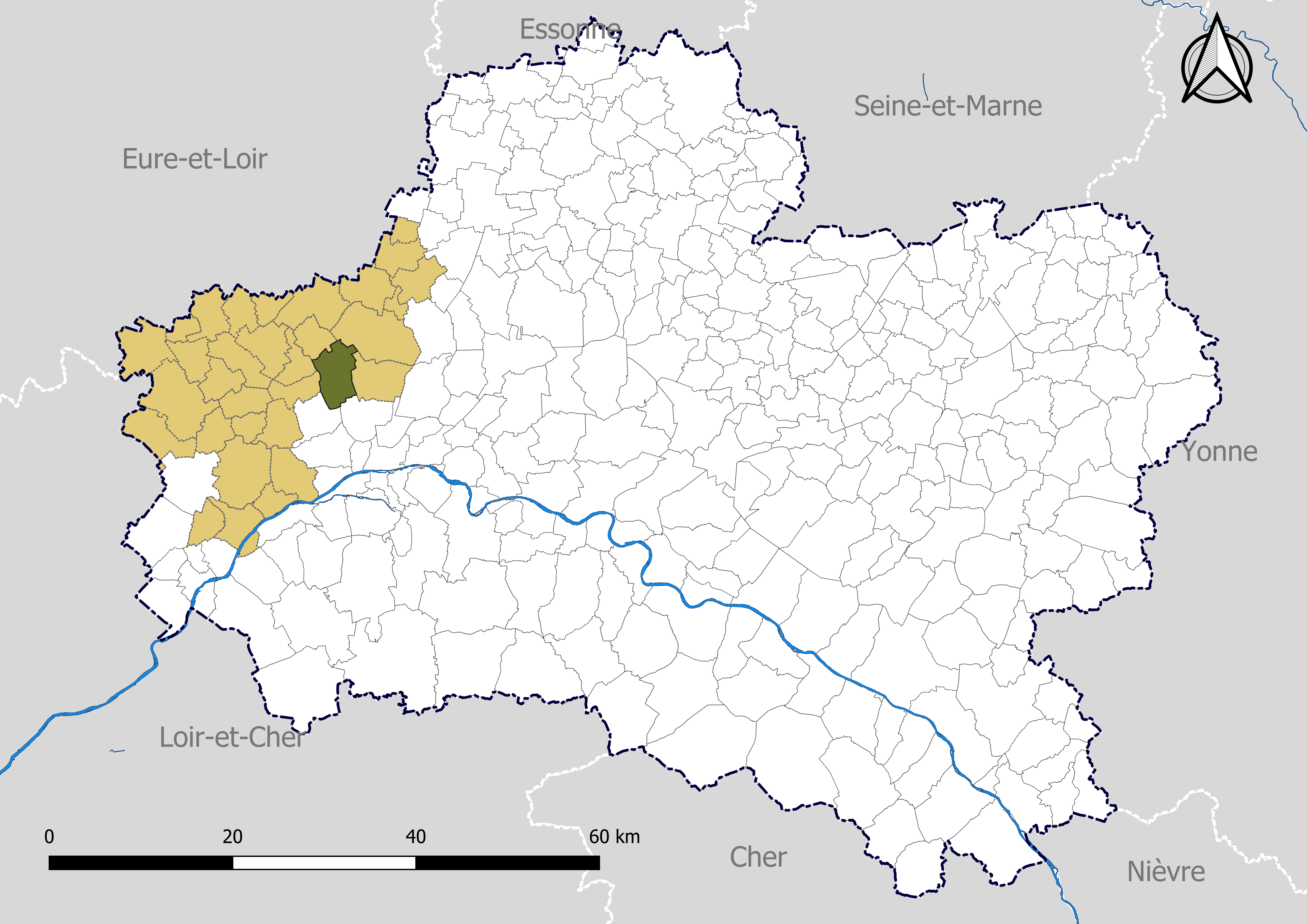
Gidy dans le canton de Meung-sur-Loire en 2020.
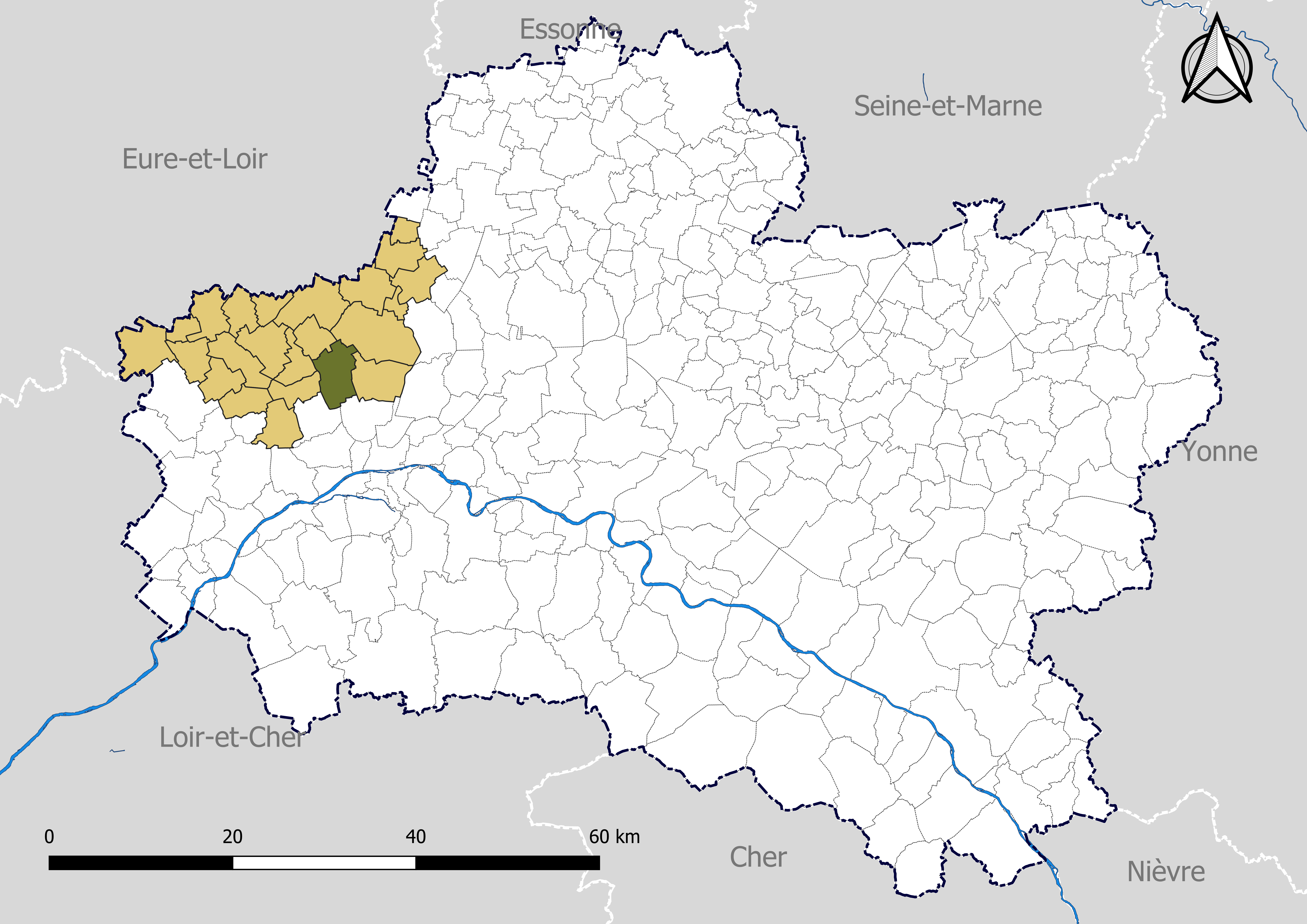
Gidy dans la communauté de communes de la Beauce loirétaine en 2020.
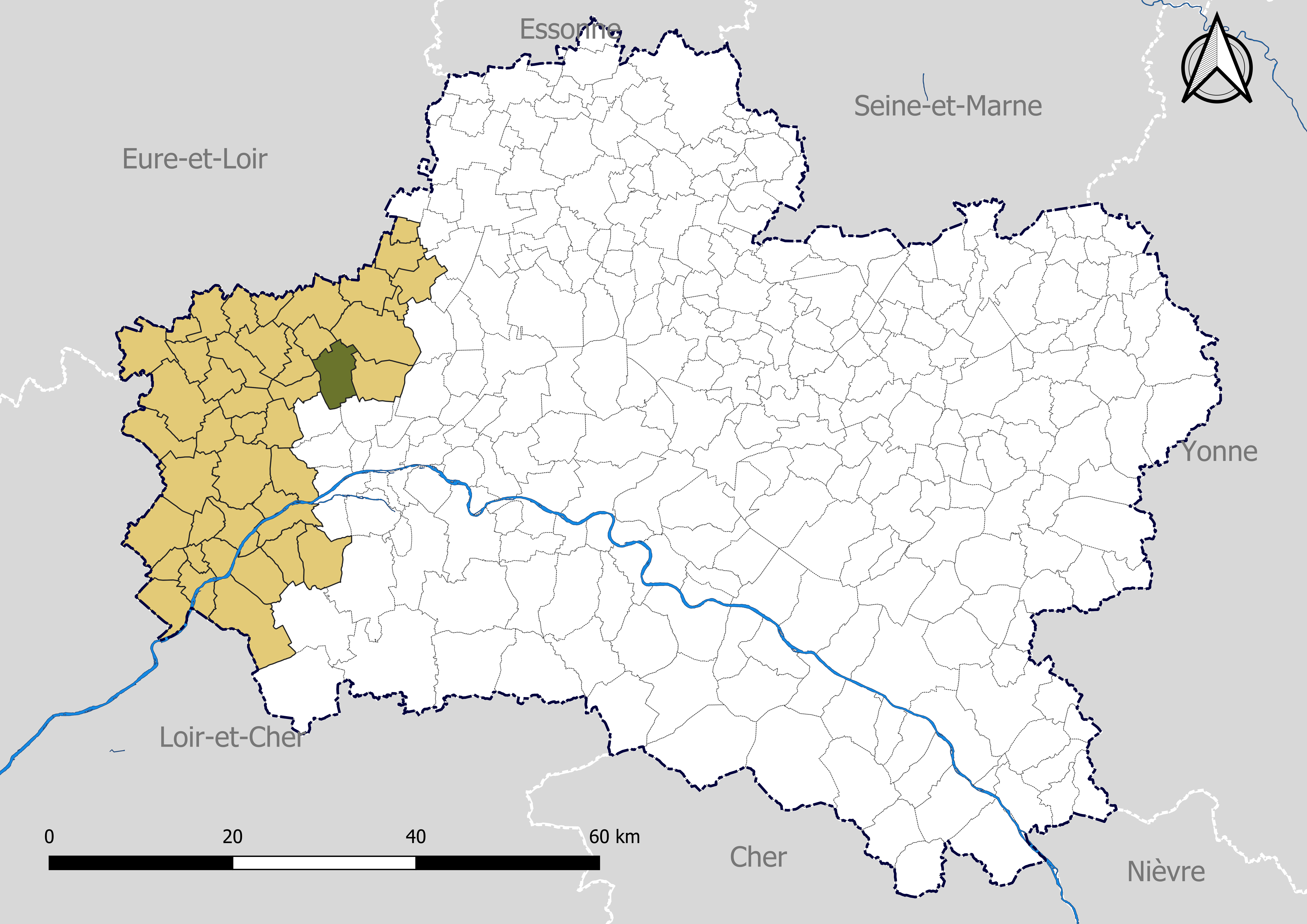
Gidy dans le Pôle d'équilibre territorial et rural (PETR) Loire Beauce en 2020.
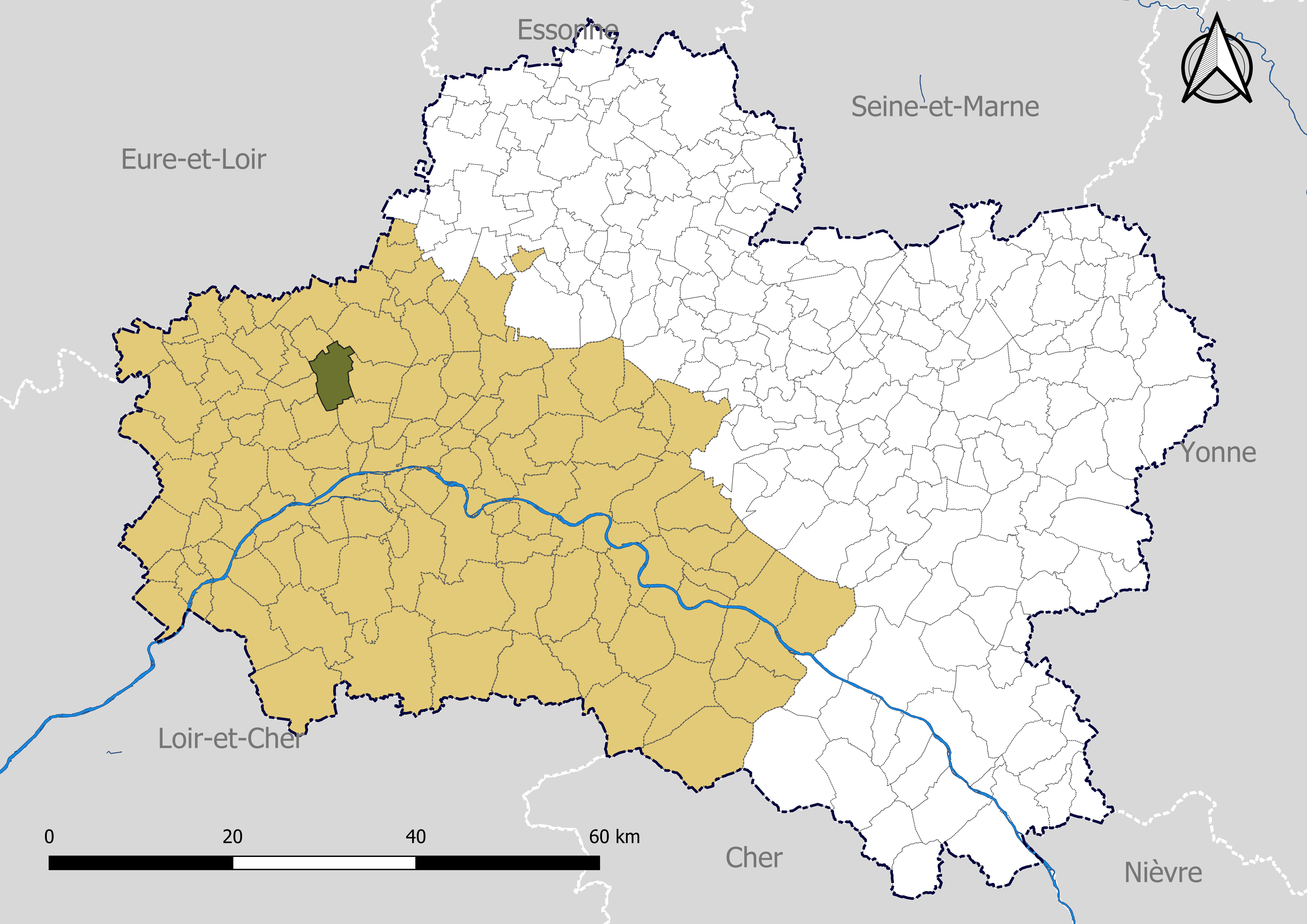
Gidy dans l'arrondissement d'Orléans en 2020.

### Politique et administration municipales

#### Conseil municipal et maire
Depuis les élections municipales de 2014, le conseil municipal  de Gidy, commune de plus de 1 000 habitants, est élu au scrutin proportionnel de liste à deux tours (sans aucune modification possible de la liste), pour un mandat de six ans renouvelable. Il est composé de 15 membres. L'exécutif communal est constitué par le maire, élu par le conseil municipal, parmi ses membres, pour un mandat de six ans, c'est-à-dire pour la durée du mandat du conseil.
Jean-Michel Lopes a été réélu le 9 mars 2008 avec 73 % des voix. Pour ce vote, il y avait 1 172 inscrits et 852 votants.
| Période   | Période   | Identité          | Étiquette | Qualité                              |
| --------- | --------- | ----------------- | --------- | ------------------------------------ |
| ?         | ?         | Joseph Isambier   |           |                                      |
| mars 1983 | mars 2001 | Michel Perdereau  |           |                                      |
| mars 2001 | mars 2014 | Jean-Michel Lopes | SE        |                                      |
| mars 2014 | En cours  | Benoît Perdereau, |           | Agriculteur sur moyenne exploitation |

## Équipements et services

### Environnement

#### Gestion des déchets
Au 31 décembre 2016, la commune est membre du SIRTOM de la région d'Artenay (SIRTOMRA), créé en 1971. Celui-ci assure la collecte et le traitement des ordures ménagères résiduelles en porte à porte, des emballages ménagers recyclables en porte à porte ou en points d’apport volontaire, du verre en points d’apport volontaire et des papiers en points d’apport volontaire. Un réseau de quatre déchèteries accueille les encombrants et autres déchets spécifiques (déchets verts, déchets dangereux, gravats, ferraille, cartons…). La déchèterie la plus proche de la commune est située sur la commune d'Artenay.
L'élimination et la valorisation énergétique des déchets est effectuée dans l'outil de traitement appelé BEGEVAL, installé à Pithiviers et géré par le syndicat de traitement Beauce Gâtinais Valorisation (BGV) qui regroupe le territoire des trois syndicats de collecte : SMETOM, SITOMAP et SIRTOMRA. Cet outil est composé d’un centre de valorisation matière qui trie les emballages issus de la collecte sélective, les journaux-magazines et les cartons de déchetteries, et d’un centre de valorisation énergétique qui incinère les ordures ménagères résiduelles et le tout-venant incinérable des déchetteries ainsi que les refus du centre de tri.
Depuis le 1er janvier 2017, la « gestion des déchets ménagers » ne fait plus partie des compétences de la commune mais est une compétence obligatoire de la communauté de communes de la Beauce loirétaine, en application de la loi NOTRe du 7 août 2015.

#### Production et distribution d'eau
Le service public d’eau potable est une compétence obligatoire des communes depuis l’adoption de la loi du 30 décembre 2006 sur l’eau et les milieux aquatiques. Au 31 décembre 2016, la production et la distribution de l'eau potable sur le territoire communal sont assurées par le syndicat intercommunal d'alimentation en eau potable de Gidy - Cercottes - Huêtres, un syndicat créé en 1948 desservant trois communes : Cercottes, Gidy et Huêtre,,.
La loi NOTRe du 7 août 2015 prévoit que le transfert des compétences « eau et assainissement » vers les communautés de communes sera obligatoire à compter du 1er janvier 2020. Le transfert d’une compétence entraîne  de  facto  la  mise  à disposition  gratuite  de  plein droit des biens, équipements et services publics utilisés, à la date du transfert, pour l'exercice de ces compétences et la substitution de la communauté dans les droits et obligations des communes,.

#### Assainissement
La compétence assainissement, qui recouvre obligatoirement la collecte, le transport et l’épuration des eaux usées, l’élimination des boues produites, ainsi que le contrôle des raccordements aux réseaux publics de collecte, est assurée par la commune elle-même.
La commune est raccordée à une station d'épuration située sur le territoire communal mise en service le 1er janvier 1983 et dont la capacité nominale de traitement est de  1 500 EH, soit 225 m3/jour. Cet équipement utilise un procédé d'épuration biologique dit « à boues activées ». Son exploitation est assurée par Gidy,.
L’assainissement non collectif (ANC) désigne les installations individuelles de traitement des eaux domestiques qui ne sont pas desservies par un réseau public de collecte des eaux usées et qui doivent en conséquence traiter elles-mêmes leurs eaux usées avant de les rejeter dans le milieu naturel. En 2016, la communauté de communes de la Beauce loirétaine assure le service public d'assainissement non collectif (SPANC), qui a pour mission de vérifier la bonne exécution des travaux de réalisation et de réhabilitation, ainsi que le bon fonctionnement et l’entretien des installations,.
Présence médicale
La commune accueille des professionnels en soins infirmiers, kinésithérapeutes et ostéopathe D.O.

## Population et société

### Démographie
L'évolution du nombre d'habitants est connue à travers les recensements de la population effectués dans la commune depuis 1793. Pour les communes de moins de 10 000 habitants, une enquête de recensement portant sur toute la population est réalisée tous les cinq ans, les populations de référence des années intermédiaires étant quant à elles estimées par interpolation ou extrapolation. Pour la commune, le premier recensement exhaustif entrant dans le cadre du nouveau dispositif a été réalisé en 2006.
En 2022, la commune comptait 2 015 habitants, en évolution de +1,66 % par rapport à 2016 (Loiret : +1,89 %, France hors Mayotte : +2,11 %).
| 1793 | 1800 | 1806 | 1821 | 1831 | 1836 | 1841 | 1846 | 1851 |
| ---- | ---- | ---- | ---- | ---- | ---- | ---- | ---- | ---- |
| 798  | 703  | 758  | 747  | 812  | 860  | 868  | 817  | 904  |

| 1856 | 1861 | 1866 | 1872 | 1876 | 1881 | 1886 | 1891 | 1896 |
| ---- | ---- | ---- | ---- | ---- | ---- | ---- | ---- | ---- |
| 929  | 912  | 928  | 854  | 807  | 801  | 810  | 802  | 898  |

| 1901 | 1906 | 1911 | 1921 | 1926 | 1931 | 1936 | 1946 | 1954 |
| ---- | ---- | ---- | ---- | ---- | ---- | ---- | ---- | ---- |
| 747  | 721  | 701  | 624  | 660  | 629  | 623  | 650  | 688  |

| 1962 | 1968 | 1975  | 1982  | 1990  | 1999  | 2006  | 2011  | 2016  |
| ---- | ---- | ----- | ----- | ----- | ----- | ----- | ----- | ----- |
| 735  | 736  | 1 037 | 1 252 | 1 450 | 1 482 | 1 504 | 1 626 | 1 982 |

| 2021  | 2022  | - | - | - | - | - | - | - |
| ----- | ----- | - | - | - | - | - | - | - |
| 2 029 | 2 015 | - | - | - | - | - | - | - |

## Économie
L'économie de la commune est axée sur l'industrie pharmaceutique. Elle compte également 23 agriculteurs et une dizaine d'artisans commerçants.
Les commerces de la commune dans le bourg sont : une boulangerie, un salon de coiffure, un bar tabac-presse, une ferme faisant de la vente directe. Des commerçants ambulants sont également présents certains jours (traiteur, boucher, pizza).
D'autres commerces sont implantés sur la commune mais sur les aires d'autoroute.
L'unité d'appui clinique Servier est implantée sur la commune. Il s'agit d'une unité de production de médicaments pour essais cliniques,.
Un centre de tri de la société Amazon est implanté sur la commune depuis novembre 2016.

## Culture locale et patrimoine

### Lieux et monuments

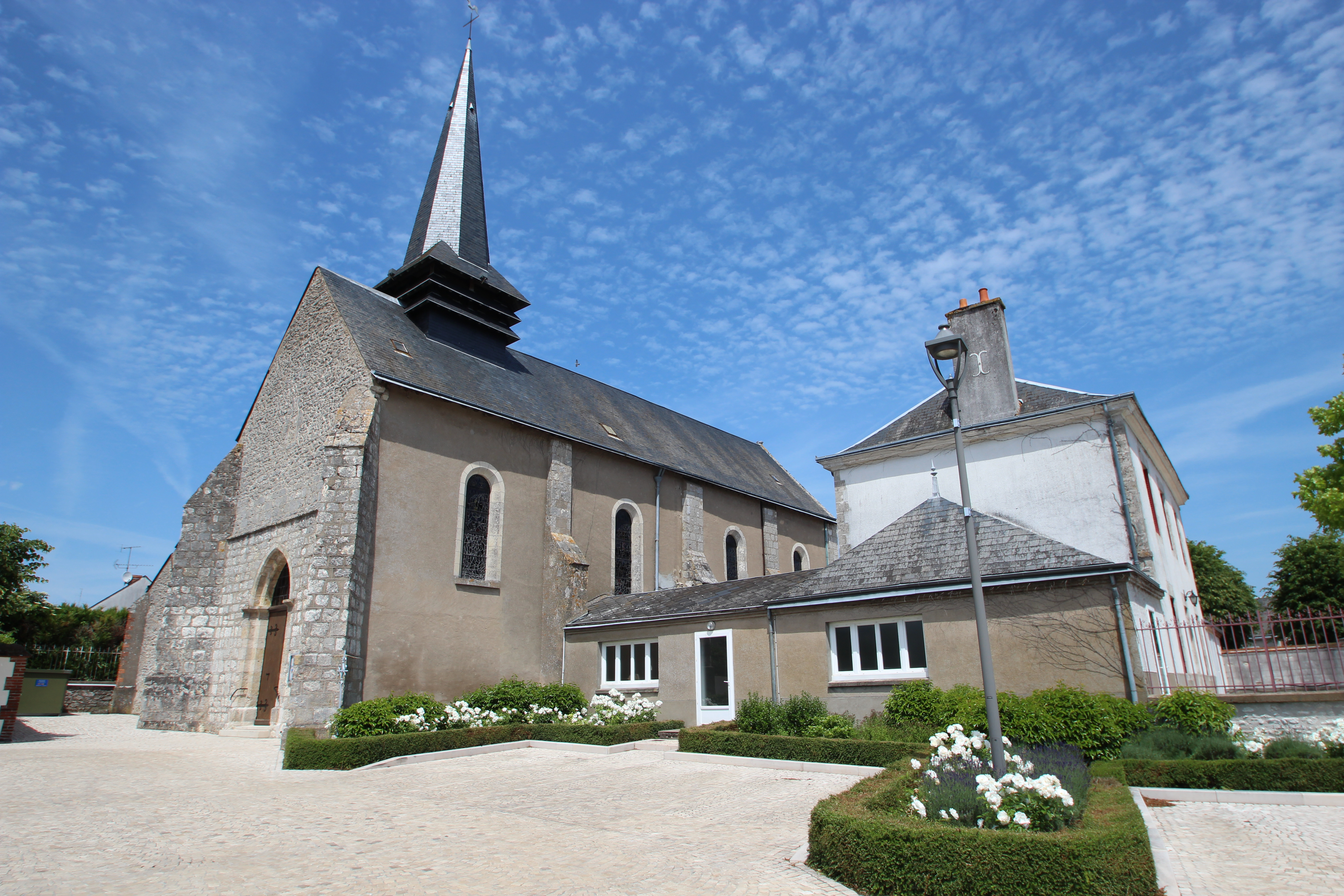
L'église Saint-Sulpice.

- L'église Saint-Sulpice du XIIe siècle a été reconstruite en 1882.

### Personnalité liée à la commune
- Aimé Sévin-Mareau (1786-1868), personnalité politique française née dans la commune[103].
- Lucien Bourgon, instituteur à Gidy et résistant (1910-1945)[réf. nécessaire].

### Héraldique
| Blason de Gidy | Les armes de Gidy se blasonnent ainsi : D'azur au pont de deux arches d'argent, ouvert du même, maçonné de sable, sur une rivière aussi d'azur mouvant de la pointe, sommé d'une église aussi d'argent mouvant du flanc senestre, surmonté d'un pampre de vigne, mouvant en bande de l'angle dextre du chef, tigé et feuillé de sinople, fruité de pourpre et d'une cotice en barre brochante d'argent haussée à dextre, chargée d'un épi de blé soudé d'or, à la filière cousue aussi de sinople. |